# Humiria fruticosa
Humiria fruticosa är en tvåhjärtbladig växtart som beskrevs av José Cuatrecasas. Humiria fruticosa ingår i släktet Humiria och familjen Humiriaceae. Inga underarter finns listade i Catalogue of Life.